# Ptychohyla dendrophasma
Ptychohyla dendrophasma es una especie de Anura de la familia Hylidae, género Ptychohyla. Es endémico de Guatemala. La especie esta peligro crítico por destrucción de hábitat y posiblemente también por los efectos de la quitridiomicosis.

## Distribución y hábitat
Su área de distribución incluye un parche de bosque de Sancapech en el departamento de Huehuetenango.  
Su hábitat natural se compone de bosque nuboso donde fue encontrado a una altitud de 1270 m s. n. m.